# Presidente de Ceuta
El presidente de Ceuta, también conocido como alcalde-presidente de Ceuta, es la persona que ostenta la jefatura del Gobierno de la ciudad autónoma de Ceuta. Su elección se realiza en el pleno de la Asamblea de Ceuta, de entre sus diputados y posteriormente es nombrado por el rey. Esta presidencia constituye a su vez la alcaldía de la ciudad, según su Estatuto de Autonomía de Ceuta del año 1995.
Este cargo está ocupado desde el 7 de febrero de 2001 por Juan Jesús Vivas.

## Listado de presidentes
Las siguientes personas han gobernado la administración del municipio y ciudad autónoma española de Ceuta como alcaldes-presidentes, desde la aprobación de su Estatuto de Autonomía:
- Basilio Fernández (19 de junio de 1995-24 de julio de 1996), Progreso y Futuro de Ceuta.
- Jesús Fortes (24 de julio de 1996-29 de agosto de 1999), Partido Popular.
- Antonio Sampietro (26 de agosto de 1999-7 de febrero de 2001), Grupo Independiente Liberal.
- Juan Jesús Vivas (7 de febrero de 2001-actualidad), Partido Popular.